# Brodce
Brodce település Csehországban, a Mladá Boleslav-i járásban. Brodce Benátky nad Jizerou, Horky nad Jizerou, Dobrovice, Luštěnice, Hrušov, Strašnov és Písková Lhota településekkel határos. Lakosainak száma 1115 fő (2024. január 1.).

## Népesség
A település lakosságának változását az alábbi diagram mutatja:
| Lakosok száma | 954  | 1287 | 1169 | 1113 | 1061 | 1009 | 1059 | 1060 | 1065 | 1115 |
|               | 1869 | 1900 | 1921 | 1961 | 1980 | 2011 | 2016 | 2019 | 2021 | 2024 |